# شهرستان زرقان
شهرستان زرقان یکی از شهرستان‌های استان فارس ایران است. مرکز این شهرستان، شهر زرقان است.
شهرستان زرقان از نظر وسعت بعد از شهرستان کوه چنار دومین شهرستان کوچک در استان فارس می باشد.
این شهرستان در تاریخ ۱۰ مهر ۱۳۹۸ از شهرستان شیراز جدا شد و مستقل گردید.

## موقعیت جغرافیایی
شهرستان زرقان از شمال با شهرستان مرودشت، از جنوب و شرق با شهرستان شیراز، از شمال شرقی با شهرستان بیضا و از غرب با شهرستان خرامه همسایه است.

## تقسیمات کشوری
شهرستان زرقان شامل ۲ بخش، ۴ دهستان و ۳ شهر به شرح زیر است:

### شهرستان زرقان
| بخش      | مرکز بخش | جمعیت بخش ۱۳۹۵ | نام دهستان   | مرکز دهستان | جمعیت دهستان ۱۳۹۵ | شهر         | جمعیت شهر ۱۳۹۵       |
| -------- | -------- | -------------- | ------------ | ----------- | ----------------- | ----------- | -------------------- |
| مرکزی    | زرقان    | ۴۸٬۲۶۹ نفر     | بندامیر      | بندامیر     | ۵٬۹۳۱ نفر         | زرقان لپویی | ۳۲٬۲۶۱ نفر ۸٬۹۸۵ نفر |
| مرکزی    | زرقان    | ۴۸٬۲۶۹ نفر     | زرقان        | لپویی       | ۱٬۰۹۲ نفر         | زرقان لپویی | ۳۲٬۲۶۱ نفر ۸٬۹۸۵ نفر |
| رحمت‌آباد | رحمت‌آباد | ۷٬۱۳۰ نفر      | رحمت‌آباد     | مهریان      | ۲٬۴۲۶ نفر         | رحمت‌آباد    | ۳٬۴۰۲ نفر            |
| رحمت‌آباد | رحمت‌آباد | ۷٬۱۳۰ نفر      | امامزاده علی | لاهیجی      | ۱٬۳۰۲ نفر         | رحمت‌آباد    | ۳٬۴۰۲ نفر            |

شهر لپویی بعد از شهر زرقان دومین شهر بزرگ و پر جمعیت در شهرستان زرقان می باشد.

## جمعیت
بر پایه سرشماری عمومی نفوس و مسکن در سال ۱۳۹۵، جمعیت شهرستان زرقان برابر با ۵۵٬۳۹۹ نفر بوده است.